# Neomyia
Neomyia – rodzaj muchówek z rodziny muchowatych (Muscidae).

## Wybrane gatunki
- N. cornicina (Fabricius, 1781)
- N. viridescens (Robineau-Desvoidy, 1830)